# Jujutsu Kaisen 0: la película
Jujutsu Kaisen 0: la película (劇場版 呪術廻戦 0 Gekijō-ban Jujutsu Kaisen 0?) es una película de anime japonesa de fantasía oscura, basada en el manga Jujutsu Kaisen 0, la precuela de Jujutsu Kaisen, creados por Gege Akutami. La película, producida por MAPPA y distribuida por Toho, se estrenó en Japón el 24 de diciembre de 2021.

## Elenco
- Megumi Ogata como Yūta Okkotsu
- Kana Hanazawa como Rika Orimoto
- Mikako Komatsu como Maki Zenin
- Kōki Uchiyama como Toge Inumaki
- Tomokazu Seki como Panda
- Yūichi Nakamura como Satoru Gojō
- Takahiro Sakurai como Suguro Getō
- Kōichi Yamadera como Miguel
- Satsumi Matsuda como Nanako Hasaba
- Risae Matsuda como Mimiko Hasaba
- Shō Hayami como Larue
- Shizuka Itō como Manami Suda

## Producción
La película fue anunciada después del final del anime Jujutsu Kaisen en marzo de 2021. La película está producida por MAPPA y dirigida por Park Sung-hoo, con guiones de Hiroshi Seko y diseños de personajes de Tadashi Hiramatsu. King Gnu interpretará la canción de la película, «Ichizu».
Al elegir a Megumi Ogata, Gege Akutami, visualizó al personaje como «neutral, suave y amable, y también hay un gran swing emocional en su cabeza». El nombre de Ogata fue mencionado como un ejemplo de un actor cercano a eso, y en respuesta a eso, el director Park y el equipo de anime decidieron unánimemente elegirla. La propia Ogata dijo que le gustaría apreciar la imagen original y crear su propia imagen de Yuta con todos los corazones del equipo. Ogata lo describe como un personaje atractivo debido a lo más fuerte que se vuelve cuando interactúa con los demás.
Kana Hanazawa le da voz a Rika. Decidió hacer una audición al ver la serie original y el anime, ya que se hizo fan de ella. La infancia de Rika dejó una gran impresión en ella y esperaba interactuar con Ogata.

## Estreno
La película, distribuida por Toho, se estrenó en Japón el 24 de diciembre de 2021.
Una adaptación de novela de Baraddo Kitaguni, basada en el guion de Hiroshi Seko, se publicará en la fecha de estreno de la película. Se entregará a la audiencia de la película un one shot de Jujutsu Kaisen 0 titulado Jujutsu Kaisen 0.5. Incluye un manga exclusivo de nueve páginas de Akutami, sobre la vida diaria de Yuta y los otros estudiantes de primer año, los diseños en miniatura del primer capítulo de Jujutsu Kaisen 0, los diseños de la película, una sesión de preguntas y respuestas con Akutami y comentarios del personal y el elenco del anime.
Crunchyroll, en asociación con Funimation, adquirió los derechos de la película, y la estrenó en cines de Estados Unidos y Canadá el 18 de marzo de 2022. Sony Pictures Releasing se encarga de la distribución en cines de Latinoamérica y España, estrenándola primero en los cines latinoamericanos el 24 de marzo de 2022, y el 27 de mayo de 2022 en cines españoles.